# أليكساندرو توما
أليكساندرو توما (بالرومانية: Alexandru Toma)‏ هو كاتب للأطفال ومترجم وكاتب وشاعر روماني، ولد في 11 فبراير 1875 في أورزيتشيني ‏ في رومانيا، وتوفي في 15 أغسطس 1954 في بوخارست في رومانيا.